# ستيفن ألبرت (مغني)
ستيفن ألبرت (بالإنجليزية: Stephen Albert)‏ هو مغني أسترالي، ولد في 1950.